# 2001: A Space Odyssey (banda sonora)
2001: A Space Odyssey es un álbum de banda sonora de la película homónima, estrenada en 1968. Es conocido por el uso de muchas piezas clásicas y orquestales, y se le atribuye el resurgimiento de la popularidad de muchas de ellas, como el vals del Danubio Azul de Johann Strauss de 1866, el poema sinfónico Así habló Zaratustra de Richard Strauss y Atmosphères de György Ligeti. La banda sonora ha sido reeditada varias veces, incluida una versión remasterizada digitalmente en 1996. 

## Antecedentes
En un principio, Kubrick quería encargar la música de la película al compositor alemán Carl Orff. Sin embargo, Orff, que ya tenía 70 años en el momento de la solicitud en la primavera de 1966, declinó por razones de edad, ya que ya no se sentía capaz de afrontar un proyecto de tal magnitud.  Kubrick también recibió el rechazo de Bernard Herrmann, que había compuesto las bandas sonoras de algunas de las películas más exitosas de Alfred Hitchcock . 
El crítico de cine Roger Ebert informó que Kubrick utilizó inicialmente música electrónica clásica y contemporánea, que todavía se puede escuchar en escenas clave (obras de Johann Strauss, Richard Strauss, Aram Khachaturian y György Ligeti), "mientras montaba la película. Pero funcionaron tan bien que las conservó  Kubrick decidió componer sólo un mínimo de música original y utilizar principalmente la música electrónica utilizada durante los primeros intentos de edición. Metro-Goldwyn-Mayer no quiso saber nada al respecto porque la compañía estaba acostumbrada a gastar mucho dinero en nueva música para películas, especialmente para las fastuosas producciones de Cinerama. MGM estaba convencida de que las películas o los avances publicitarios no tendrían suficiente impacto sin nueva música original. A finales de noviembre de 1967, apenas unos meses antes del estreno, Kubrick cedió a las presiones de los ejecutivos de MGM y aceptó trabajar con Alex North, uno de los compositores más reconocidos de Hollywood, que había trabajado anteriormente para Kubrick (Spartacus, 1960). MGM contrató a North a mediados de diciembre de 1967 y le compensó por su trabajo con 25.000 dólares (2025: aproximadamente 200000 dólares). North escribió algunas piezas de la música para la película, de 40 minutos de duración total, que fueron grabadas el 15 y 16 de enero de 1968 en los Denham Film Studios cerca de Londres por una orquesta de 91 músicos bajo la dirección de Henry Brant. Sin embargo, Kubrick, que estaba presente, consideró que la música no era adecuada („It’s shit“”). Mientras North escribía cada vez más música, el trabajo de edición de Ray Lovejoy todavía estaba en tal estado de cambio que no se programaron más sesiones de grabación por el momento. Luego, Kubrick le dijo a North que no necesitaba más música de él porque quería usar sonidos respiratorios para el resto de la película. 
Al final, Kubrick se limitó a elegir la música que tenía intención de utilizar en la película desde el principio y no utilizó ninguno de North.  North encontró un uso alternativo para partes de su material musical en la producción del drama religioso de Michael Anderson Las sandalias del pescador (1968). El compositor de cine Jerry Goldsmith intentó más tarde reconstruir la composición de North para 2001: A Space Odyssey y la volvió a grabar en 1993 con la  National Philharmonic Orchestra. 

## Música
Desde el comienzo de la producción, Kubrick decidió que quería que la película fuera una experiencia principalmente no verbal  que no dependiera de las técnicas tradicionales del cine narrativo y en la que la música desempeñaría un papel vital a la hora de evocar estados de ánimo particulares. Aproximadamente la mitad de la música de la película aparece antes de la primera línea de diálogo o después de la última. Casi no se escucha música durante las escenas con diálogo.
La obra se destaca por su uso innovador de música clásica tomada de grabaciones comerciales existentes, en contraste con la mayoría de las películas de entonces y de ahora, que suelen estar acompañadas de elaboradas bandas sonoras o canciones escritas especialmente para ellas por compositores profesionales.
2001 es especialmente recordada por el uso del tema de apertura del poema sinfónico de Richard Strauss Así habló Zaratustra, interpretado por la Orquesta Filarmónica de Viena dirigida por Herbert von Karajan. El uso del Zaratustra de Strauss puede ser una referencia al tema de la eventual sustitución de la humanidad por superhombres (Übermenschen), en el libro de Nietzsche Así habló Zaratustra.   La pieza se escucha por primera vez en el título de apertura que yuxtapone el Sol, la Tierra y la Luna. Posteriormente se oye cuando un simio aprende por primera vez a utilizar una herramienta y cuando al astronauta Bowman se transforma en el Niño Estrella (Star Child) al final de la película. De este modo, Zaratustra actúa como un punto final entre el principio y el final de la película y como un motivo que simboliza las transformaciones evolutivas, primero de mono a hombre, luego de hombre a Niño-Estrella.
También es memorable en la película el uso de partes del vals más conocido de Johann Strauss hijo, An der schönen blauen Donau (El Danubio azul), durante dos intrincadas y extensas secuencias de viajes espaciales: un avión espacial de Pan Am atracando en la Estación Espacial V, y un aterrizaje lunar. Este es el resultado de la asociación que hizo Kubrick entre el movimiento giratorio de los satélites y los bailarines de valses. El editor Ray Lovejoy conectó las imágenes de la estación espacial en rotación y las naves espaciales y satélites en movimiento en un ballet en perfecta coordinación con el ritmo de la música. Una parte de la pieza también se utiliza en los créditos finales.
Se escucha el adagio de la tercera suite del ballet Gayaneh de Aram Jachaturián durante las secciones que presentan a Bowman y Poole a bordo del Discovery, transmitiendo una cualidad algo solitaria y triste.
Además de las majestuosas pero bastante tradicionales composiciones de los dos Strauss (no relacionados) y Jachaturián, Kubrick utilizó cuatro composiciones altamente modernistas de György Ligeti que emplean micropolifonía, el uso de acordes disonantes sostenidos que cambian lentamente con el tiempo. Esta técnica fue iniciada en Atmosphères, la única pieza de Ligeti que se escucha íntegramente en la película. Ligeti admiraba la película de Kubrick pero, además de estar irritado por el hecho de que Kubrick no obtuviera permiso directamente de él, se sintió ofendido porque su música se usara en una banda sonora de película compartida por los compositores Johann Strauss II y Richard Strauss.  Otra música utilizada es Lux Aeterna de Ligeti, el segundo movimiento de su Réquiem y una forma alterada electrónicamente de sus Aventures, la última de las cuales también se utilizó sin su permiso y no aparece en los créditos de la película.  La sección Kyrie del Réquiem de Ligeti se escucha tres veces, todas ellas durante apariciones del monolito. La primera es su encuentro con los simios justo antes del descubrimiento de la herramienta por parte de Zaratustra. El segundo es el descubrimiento del monolito en la Luna, y el tercero es la aproximación de Bowman alrededor de Júpiter justo antes de entrar en la Puerta Estelar. Esta última secuencia con el Réquiem tiene mucho más movimiento que las dos primeras y pasa directamente a la música de Atmosphères de Ligeti, que se escucha cuando Bowman entra en la Puerta Estelar. Un extracto más corto de Atmosphères se escucha durante el preludio de los créditos previos al estreno y el intermedio de la película, que no aparecen en todas las copias de la película.
La versión de HAL de la popular canción Daisy Bell (a la que HAL se refiere como "Daisy" en la película) se inspiró en un arreglo sintetizado por computadora de Max Mathews, que Arthur C. Clarke había escuchado en 1962 en las instalaciones de Bell Laboratories en Murray Hill cuando, casualmente, estaba visitando a su amigo y colega John R. Pierce. En ese momento, el físico John Larry Kelly Jr. estaba realizando una demostración de síntesis de voz, utilizando una computadora IBM 704 para sintetizar el habla. El sintetizador vocoder de la grabadora de voz de Kelly recreó la canción "Daisy Bell"; Max Mathews proporcionó el acompañamiento musical. Arthur C. Clarke quedó tan impresionado que más tarde lo utilizó en el guion y la novela.  Muchas versiones de la película en idiomas distintos del inglés no utilizan la canción "Daisy". En la banda sonora francesa, HAL canta la canción popular francesa Au clair de la lune mientras está siendo desconectado.  En la versión alemana, HAL canta la canción infantil Hänschen klein (Pequeño Juanito),  y en la versión italiana HAL canta Giro giro tondo (Vuelta y vuelta). 
Kubrick eligió una grabación de "Off Beat Moods Part 1", del compositor de música ligera británico Sidney Torch, como tema para el programa de noticias ficticio de la BBC The World Tonight, visto a bordo del Discovery 1.

## Lista de piezas musicales
| Nombre               | Compositor            | Año  | Director                | Orquesta                                               | Duración |
| -------------------- | --------------------- | ---- | ----------------------- | ------------------------------------------------------ | -------- |
| Así habló Zaratustra | Richard Strauss       | 1896 | Karl Böhm               | Orquesta Filarmónica de Berlín                         | 18:17    |
| Réquiem              | György Ligeti         | 1980 | Francis Travis          | Orquesta Sinfónica de la Radio de Baviera              | 4:21     |
| Lux Aeterna          | György Ligeti         | 1966 | Clytus Gottwald         | Schola Cantorum Stuttgart                              | 8:02     |
| El Danubio azul      | Johann Strauss (hijo) | 1866 | Herbert von Karajan     | Orquesta Filarmónica de Berlín                         | 10:00    |
| Gayanéh              | Aram Jachaturián      | 1942 | Guennadi Rozhdéstvenski | Orquesta Filarmónica de San Petersburgo                | 5:23     |
| Atmosphères          | György Ligeti         | 1961 | Ernest Bour             | Orquesta Sinfónica de la SWR de Baden-Baden y Friburgo | 8:39     |
| Así habló Zaratustra | Richard Strauss       | 1896 | Karl Böhm               | Orquesta Filarmónica de Berlín                         | 1:41     |

## Lista de piezas musicales del lanzamiento de Rhino en 1996
| Nombre | Compositor            | Año  | Director                | Orquesta                                               | Duración |
| --- | --------------------- | ---- | ----------------------- | ------------------------------------------------------ | -------- |
| Atmosphères | György Ligeti         | 1961 | Ernest Bour             | Orquesta Sinfónica de la SWR de Baden-Baden y Friburgo | 2:49     |
| Así habló Zaratustra | Richard Strauss       | 1896 | Karl Böhm               | Orquesta Filarmónica de Berlín                         | 1:41     |
| Réquiem | György Ligeti         | 1980 | Francis Travis          | Orquesta Sinfónica de la Radio de Baviera              | 6:33     |
| El Danubio azul | Johann Strauss (hijo) | 1866 | Herbert von Karajan     | Orquesta Filarmónica de Berlín                         | 5:42     |
| Lux Aeterna | György Ligeti         | 1966 | Clytus Gottwald         | Schola Cantorum Stuttgart                              | 2:52     |
| Gayanéh | Aram Jachaturián      | 1942 | Guennadi Rozhdéstvenski | Orquesta Filarmónica de San Petersburgo                | 5:15     |
| Júpiter y más allá (Réquiem para soprano, mezzosoprano, dos coros mixtos y orquesta / Atmósferas / Aventures), edición cinematográfica | György Ligeti         |      |                         |                                                        | 15:13    |
| Así habló Zaratustra | Richard Strauss       | 1896 | Karl Böhm               | Orquesta Filarmónica de Berlín                         | 1:41     |
| El Danubio azul | Johann Strauss (hijo) | 1866 | Herbert von Karajan     | Orquesta Filarmónica de Berlín                         | 8:17     |
| Así habló Zaratustra (versión del álbum de la banda sonora original de MGM)                                                            | Richard Strauss       | 1896 | Karl Böhm               | Orquesta Filarmónica de Berlín                         | 1:39     |
| Lux Aeterna (versión del álbum de la banda sonora original de MGM)                                                                     | György Ligeti         | 1966 | Clytus Gottwald         | Schola Cantorum Stuttgart                              | 5:59     |
| Aventures (versión completa) | György Ligeti         | 1961 | György Ligeti           | Internationales Musikinstitut Darmstadt                | 10:51    |
| HAL 9000 (recopilación de diálogos) | Douglas Rain          |      |                         | Douglas Rain                                           | 9:11     |

## Lanzamiento del álbum
El lanzamiento inicial del álbum de la banda sonora de MGM no contenía ninguno de los materiales de la versión alterada y no acreditada de Aventures, utilizó una grabación diferente de Así habló Zaratustra a la que se escucha en la película y un extracto más largo de Lux Aeterna que el de la película. La banda sonora fue un éxito comercial, alcanzando el puesto 24 en el Billboard 200, el puesto número 2 en los LP clásicos más vendidos de Billboard,y el puesto número 3 en la Official Albums Chart del Reino Unido. También recibió una certificación RIAA de Oro por superar las 500.000 copias.
En 1996, Turner Entertainment/ Rhino Records lanzó una nueva banda sonora en CD que incluía el material de "Aventures" y restauró la versión de "Zarathustra" utilizada en la película, y utilizó la versión más corta de "Lux Aeterna" de la película. Como "bonus tracks" adicionales al final, este CD incluye las versiones de "Zarathustra" y "Lux Aeterna" de la antigua banda sonora de MGM, una interpretación inalterada de "Aventures" y una compilación de nueve minutos de todos los diálogos de Hal en la película.
Citando la autobiografía de John Culshaw Putting the Record Straight,  la base de datos de películas de Internet explica

Los créditos musicales finales no incluyen director ni orquesta para "Así habló Zaratustra". Stanley Kubrick quería la versión de Herbert von Karajan / Filarmónica de Viena en Decca en inglés para la banda sonora de la película, pero los ejecutivos de Decca no querían que su grabación se "abaratara" por asociarla con la película, por lo que dieron permiso con la condición de que el director y la orquesta no fueron nombradas. Después del exitoso estreno de la película, Decca intentó corregir su error reeditando la grabación con una bandera "Tal como se escuchó en 2001" impresa en la portada del álbum. John Culshaw relata el incidente en "Putting the Record Straight" (1981)... Mientras tanto, MGM lanzó el LP de la "banda sonora oficial". con "Así habló Zaratustra" de la Filarmónica de Berlín de Karl Böhm sustituyendo discretamente la versión de von Karajan.

## Partituras no utilizadas
En las primeras etapas de producción, Kubrick había encargado una banda sonora para al conocido compositor de Hollywood Alex North, que había escrito la banda sonora de Spartacus y también había trabajado en Dr. Strangelove. Sin embargo, durante la postproducción, Kubrick decidió abandonar la música de North en favor de las ahora familiares piezas de música clásica que el director había elegido anteriormente como "piezas guía" para la banda sonora de North. North no se enteró del abandono de su partitura hasta que vio la película mientras asistía a su estreno. La primera edición de la música no utilizada de North fue en 1993 a través de la edición de Telarc del tema principal de Hollywood's Greatest Hits, Vol. 2, un álbum recopilatorio de Erich Kunzel y la Cincinnati Pops Orchestra. Toda la música que North escribió originalmente fue grabada comercialmente por su amigo y colega Jerry Goldsmith con la National Philharmonic Orchestra y fue lanzada en CD de Varèse Sarabande poco después del lanzamiento del primer tema de Telarc, pero antes de la muerte de North. Finalmente, una mezcla mono de las grabaciones originales de North, que habían sobrevivido en el ínterin, sería lanzada como una edición limitada en CD por Intrada Records. 
El tema principal de Alex North suena muy diferente de la pieza Así habló Zaratustra que finalmente se usaría en la película. El tema figuraba en la partitura original de North como "Bones". Se habría utilizado tres veces en la película, una como música principal del título, y otra vez durante la secuencia inicial "Dawn of Man" cuando un simio destroza restos esqueléticos (de ahí el título de la partitura), y finalmente al final de la película durante la escena "Starchild". Finalmente North lo reciclaría para sus partituras posteriores para Shanks, Dragonslayer y Las sandalias del pescador.
En enero de 2007, Intrada Records publicó 3000 copias de un CD de edición limitada con la grabación original de North de la banda sonora de 1968. El lanzamiento fue autorizado por la familia de North, el patrimonio de Stanley Kubrick, Dylanna Music, la compañía editorial musical de North y otras entidades (el actual titular de los derechos de la película, Turner Entertainment, no participó en este lanzamiento en CD).  El álbum incluye nueve temas de la banda sonora, así como una versión alternativa del tema "The Foraging". Además, el álbum incluye tres temas adicionales, todos ellos versiones adicionales de otros temas del álbum. La música está dirigida por Henry Brant. Brant había ayudado a North con la orquestación en 1967-68, ya que North tuvo que ser trasladado a la sesión de grabación en una ambulancia debido a espasmos musculares y dolor de espalda provocados por el estrés de completar la partitura.
En El arte de la música cinematográfica, George Burt afirmó que la banda sonora de North era excepcional y consideró que la decisión de Kubrick de abandonarla fue "muy desafortunada", a pesar de que su elección de música clásica tenía mérito. 
Al escuchar la música como podría haber sido en la película, el experto en cine Gene D. Phillips argumentó que "es difícil ver cómo la música de North hubiera sido una mejora con respecto a la música de fondo que Kubrick finalmente eligió para la película".  Por el contrario, en sus notas para la grabación de Jerry Goldsmith, Kevin Mulhall argumentó que "no hay duda de que 2001 habría sido mejor si Kubrick hubiera usado la música de North. Incluso si a uno le gustan algunas de las elecciones que hizo Kubrick para ciertas escenas individuales, el grupo ecléctico de compositores clásicos empleados por el director... resultó en una mezcla inquietante de sonidos y estilos en general".
También se contrató al compositor Frank Cordell para componer la música de la película. Cordell declaró en entrevistas que la partitura consistiría principalmente en arreglos de obras de Gustav Mahler.  Esta partitura permanece inédita. Al igual que la partitura de North, el trabajo de Cordell se grabó en los estudios Anvil, Denham, ahora demolidos. 
En marzo de 1966, MGM comenzó a preocuparse por el progreso de 2001 y Kubrick armó un rollo de material de muestra con una banda sonora ad hoc de grabaciones clásicas. Los jefes del estudio quedaron encantados con los resultados y Kubrick decidió utilizar estas "piezas guía" como banda sonora musical final y abandonó la partitura de North. En una entrevista con Michel Ciment, Kubrick explicó:

Por muy buenos que sean nuestros mejores compositores de películas, no son un Beethoven, un Mozart o un Brahms. ¿Por qué utilizar música de peor calidad cuando hay tanta música orquestal magnífica disponible, tanto del pasado como de nuestro tiempo? Cuando estás editando una película, es muy útil poder probar diferentes piezas musicales para ver cómo funcionan con la escena... Bueno, con un poco más de cuidado y reflexión, estas pistas temporales pueden convertirse en la banda sonora final.

## Influencia
Desde el estreno de la película, Así habló Zaratustra se ha utilizado en muchos otros contextos. Fue utilizado por la BBC y por CTV en Canadá como tema musical introductorio para su cobertura televisiva de las misiones espaciales Apolo, así como también como música de entrada al escenario para múltiples actos, incluido Elvis Presley más adelante en su carrera (1971-1977). También se han compuesto variantes de jazz y rock del tema, siendo la más conocida el arreglo de 1972 de Eumir Deodato (utilizado en la película Being There de 1979). Tanto Zaratustra como El Danubio Azul se han utilizado en numerosas parodias tanto de la propia película como de historias de ciencia ficción y viajes espaciales en general. "Daisy Bell" de HAL también se ha utilizado con frecuencia en la industria de la comedia para referirse tanto a humanos como a máquinas en un estado avanzado de locura.
El 25 de junio de 2010, una versión de la película especialmente remasterizada por Warner Bros., sin la banda sonora musical, inauguró las celebraciones del tricentenario de la Royal Society en el Southbank Centre en cooperación con el British Film Institute. La partitura fue interpretada en vivo por la Orquesta Filarmónica y el Coro.  Este se ha convertido en un evento recurrente en el Royal Festival Hall del Southbank Centre, con presentaciones repetidas en 2011 y el 2 de octubre de 2016. Estas dos últimas interpretaciones fueron interpretadas por la Orquesta Filarmónica de Londres y cantadas por el Coro de la Filarmónica, esta última como parte de un programa más general de eventos similares titulado "Film Scores Live". 
El 14 de junio de 2013, se realizó una presentación repetida de la película acompañada por orquesta y coro en vivo en el Symphony Hall de Birmingham, nuevamente acompañados por la Orquesta Filarmónica dirigida por Benjamin Wallfisch junto con el coro Ex Cathedra. 
Una presentación de la película acompañada de orquesta y coro en vivo se estrenó en Estados Unidos el 18 de agosto de 2015, en The Hollywood Bowl en Hollywood, California, acompañada por la Filarmónica de Los Ángeles dirigida por Brad Lubman junto con el coro Los Angeles Master Chorale. 